# Amtsgericht Bad Tölz

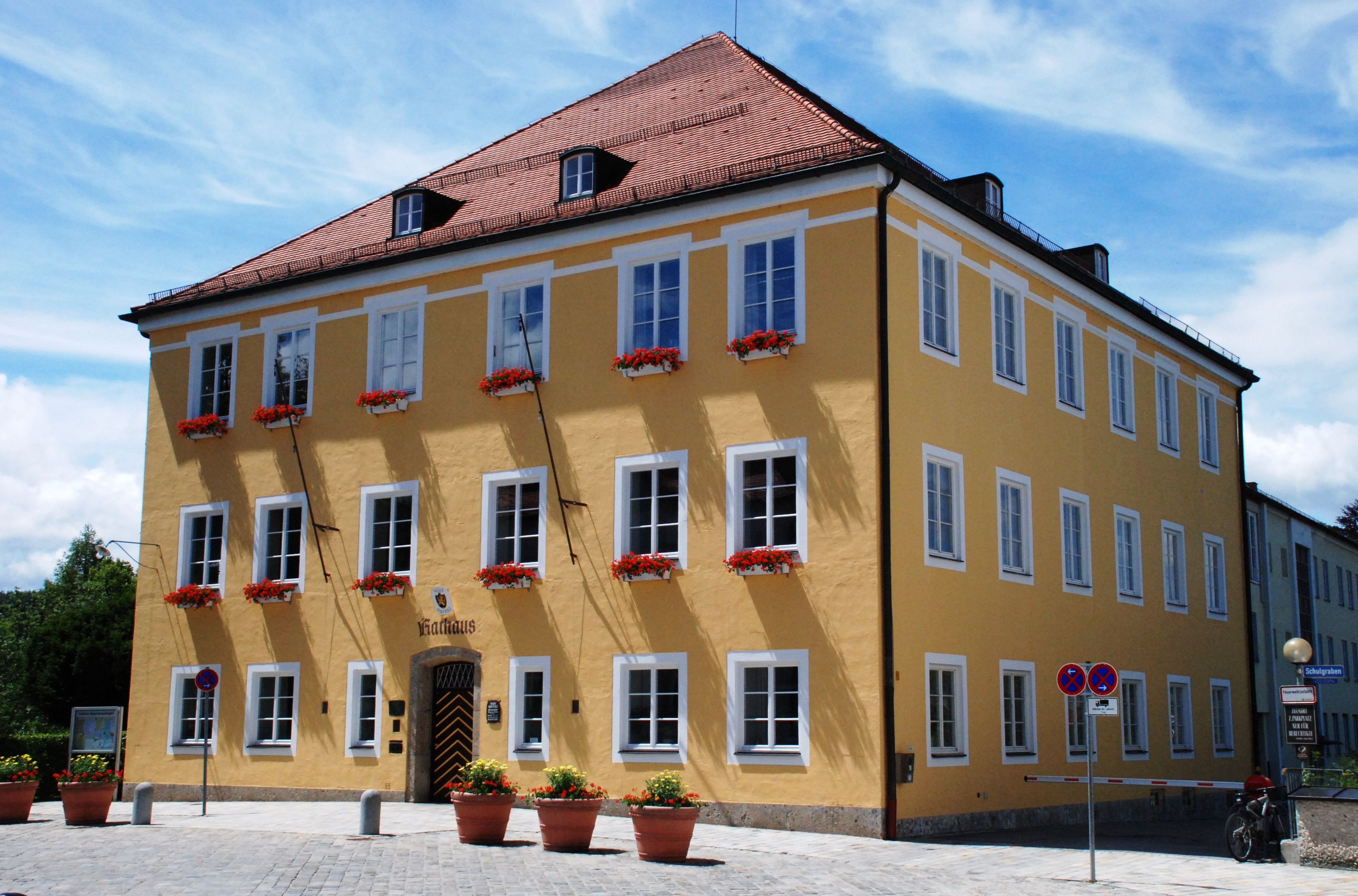
Ehemaliges Gerichtsgebäude Am Schloßplatz 1, heute Rathaus

Das Amtsgericht Tölz bzw. Amtsgericht Bad Tölz war ein von 1879 bis 1977 bestehendes Gericht der ordentlichen Gerichtsbarkeit in Bad Tölz in Bayern.

## Geschichte
Mit Inkrafttreten des Gerichtsverfassungsgesetzes am 1. Oktober 1879 wurde ein Amtsgericht in Bad Tölz (bis 1899 Tölz) gebildet, dessen Sprengel identisch mit dem des vorhergehenden Landgerichts Tölz war.
Es war ab 1. Juli 1973 nur noch Zweigstelle des Amtsgerichts Wolfratshausen mit eigenem Bezirk. Diese wurde zum Jahresende 1977 aufgehoben.